# Pyrokatechol
Pyrokatechol (též pyrokatechin; systematický název benzen-1,2-diol) je organická aromatická sloučenina (ze skupiny fenolů) využívaná k organickým syntézám.
V minulosti se ve velkém množství využíval jako součást černobílých fotografických vývojek.
Ve studiích na zvířatech byla prokázána jeho schopnost vyvolávat rakovinu. Mezinárodní agentura pro výzkum rakoviny (IARC) ho proto hodnotí jako karcinogen třídy 2B.